# Jiujie (sockenhuvudort i Kina, Hubei Sheng, lat 30,84, long 114,92)
Jiujie är en sockenhuvudort i Kina. Den ligger i provinsen Hubei, i den centrala delen av landet, omkring 67 kilometer nordost om provinshuvudstaden Wuhan. Antalet invånare är 63 850. Befolkningen består av 30 844 kvinnor och 33 006 män. Barn under 15 år utgör 13,0 %, vuxna 15-64 år 77 %, och äldre över 65 år 9,0 %.
Runt Jiujie är det tätbefolkat, med 709 invånare per kvadratkilometer. Närmaste större samhälle är Xinzhou, 12,1 km väster om Jiujie. Trakten runt Jiujie består till största delen av jordbruksmark.
Genomsnittlig årsnederbörd är 1 738 millimeter. Den regnigaste månaden är juli, med i genomsnitt 284 mm nederbörd, och den torraste är december, med 27 mm nederbörd.